# لحظه‌ای در هجده سالگی
لحظه‌ای در هجده سالگی (کره‌ای: 열여덟의 순간) یا در هجده سالگی (انگلیسی: At Eighteen) مجموعه تلویزیونی محصول کره جنوبی در سال ۲۰۱۹ با بازی اونگ سونگ وو، کیم هیانگ گی، شین سونگ هو و کانگ کی یونگ است. این مجموعه اولین نقش اصلی اونگ سونگ وو است. لحظه‌ای در هجده سالگی از ۲۲ ژوئیه تا ۱۰ سپتامبر ۲۰۱۹، روزهای دوشنبه و سه‌شنبه ساعت ۲۱:۳۰ (کی‌اس‌تی) از جی‌تی‌بی‌سی پخش شد.

## بازیگران

### اصلی
- اونگ سونگ وو در نقش چوی جون وو[۴]
  - جونگ هیون جون در نقش کودکی چوی جون وو
- کیم هیانگ گی در نقش یو سو بین[۵][۶]
- شین سونگ هو در نقش ما هی یونگ[۵][۷]
- کانگ کی یونگ در نقش اوه هان کیول[۸][۹]

### مکمل

#### دانش آموزها
- لی سونگ مین در نقش لی کی ته

دانش آموز کلاس ۲–۳؛ دوست‌پسر سو یه
- مون‌بین در نقش جونگ اوه جه

دانش آموز کلاس ۲–۳؛ بغل دستی جون وو و بهترین دوست او
- کیم دو وان در نقش چو سانگ هون

دانش آموز کلاس ۲–۱
- یو این سو در نقش یو پیل سانگ

دانش آموز کلاس ۲–۳
- بک جه وو در نقش گو دونگ

دانش آموز کلاس ۲–۳
- وو جون سو در نقش پارک کیو نام

دانش آموز کلاس ۲–۳
- شین کی جون در نقش‌ها شیم بوک

دانش آموز کلاس ۲–۳
- کیم گا هی در نقش مون چان یول

دانش آموز کلاس ۲–۳
- مون جو یون در نقش یون سو یه

دانش آموز کلاس ۲–۳؛ دوست‌دختر کی ته
- کیم بو یون در نقش کوان دا هین

دانش آموز کلاس ۲–۳
- هان سونگ مین در نقش هوانگ رو می

دانش آموز کلاس ۲–۳

#### والدین
- شیم یی یونگ در نقش لی یون وو

مادر جون وو
- چوی جه وونگ در نقش چوی میونگ جون

پدر جون وو
- کیم سون-یونگ در نقش یون سونگ هی

مادر سو بین
- لی هه یونگ در نقش یو جونگ سو

پدر سو بین
- جونگ یونگ جو در نقش پارک گوم جا

مادر هی سونگ
- سونگ کی یون در نقش ما یون گی

پدر هی یونگ

#### سایر بازیگران
- پارک سونگ گون در نقش لی کوان یونگ

ناظم دبیرستان چون‌بونگ
- هو یونگ جی در نقش کیم جی مین[۱۳]
- چوی وو سونگ در نقش ایم گون هیوک

همکلاس سابق جون وو
- چوی ده هون در نقش معلم سون

معلم ریاضی
- لی سونگ ایل در نقش جو هیون جانگ
- جون جین سو

## جوایز و نامزدی‌ها
| سال  | مراسم جوایز                          | دسته                             | گیرنده       | نتیجه    | منابع  |
| ---- | ------------------------------------ | -------------------------------- | ------------ | -------- | ------ |
| ۲۰۱۹ | دوازدهمین جوایز درامای کره           | برترین بازیگر مرد                | کانگ کی یونگ | برنده    | [ ۱۴ ] |
| ۲۰۱۹ | دوازدهمین جوایز درامای کره           | بهترین بازیگر تازه‌کار مرد        | اونگ سونگ وو | برنده    | [ ۱۴ ] |
| ۲۰۱۹ | دوازدهمین جوایز درامای کره           | جایزه ستاره هالیو                | اونگ سونگ وو | برنده    | [ ۱۴ ] |
| ۲۰۲۰ | پنجاه و ششمین دوره جوایز هنری بکسانگ | بهترین بازیگر تازه‌کار مرد (تی‌وی) | اونگ سونگ وو | نامزدشده | [ ۱۵ ] |